# Öjaby kyrka
Öjaby kyrka är en kyrka i Öjaby i Växjö stift. Den är församlingskyrka i Öjaby församling.

## Kyrkobyggnad
Kyrkan är uppförd vid Helgasjöns strand.  Det är troligt att den första kyrkan på samma plats var en träbyggnad. Under 1400-talets ersattes denna av den nuvarande kyrkan, murad i sten. I motsats till grannsocknen   Öjas kyrka  undgick den lilla helgedomen rivning vid 1800-talets stora kyrkobyggnadsperiod . Däremot undkom inte byggnaden en förödande eldsvåda som inträffade i början av 1900-talet. Anledningen till detta uppges vara att församlingens kantor ställt ut en hink med glöd från kakelugnen för att ge värme åt hönsen. Eftersom det var en stark blåst denna dag spreds gnistor från glöden vilket ledde till att kyrktaket antändes. Elden spred sig till kyrkorummet och gick inte att hejda. Större delen av den fasta inredningen förstördes. Däremot räddades nattvardskärl ,ljuskronor och ljusstakar från 1700-talet och ett flertal textilier från 1800-talet samt ett antal snidade skulpturer.
Medeltidskyrkan restaurerades efter förslag av arkitekt Axel Lindgren och kunde återinvigas 1908. Denne hade som intention att återställa kyrkans interiör så mycket som var möjligt. De skulpturer som räddats vid branden återanvändes i den nya inredningen. (Se inventarielistan nedan).Väggarna dekorerades med schablonmålningar i form av rosor .I samband med 1942 års restaurering ledd av Paul Boberg togs dekoren bort.(Endast ett fragment har bevarats under orgelläktaren). Interiören förändrades till en del vid 1974 -75 års restaurering under ledning av Tore Klarén varvid altare, altarring  och bänkar byttes ut och kyrkorummets fick en ny färgsättning. 
Kyrkan som är putsad och vitkalkad består av ett rektangulärt  långhus med avslutande korvägg i öster. I anslutning till koret är en sakristia belägen vid norra sidan. Vapenhuset i väster uppfördes i sten  1778-1779.  Det branta taket är klätt med spån.Interiören präglas av det brutna innertaket. Fem stora rundbågefönster fyller kyrkorummet med ljus.
Klockstapeln som är belägen på en kulle vid kyrkogårdens nordöstra hörn uppfördes 1681 och byggdes om 1842. 

## Inventarier
- Altare tillkom vid restaureringen 1975.
- Altarring färdigställd  1975.
- Kyrkans dopfunt av sandsten är dess äldsta inventarium och härrör från 1200-talet.
- Primklocka   daterad till början av 1500-talet.
- Altaruppsats utförd 1908   med sex fält innehållande skulpturer utförda 1694 av Gustaf Khilman och Anders Ekberg. (De snidade bildern av Kristus, Maria  och Johannes är troligen äldre). Altaruppstsens krön är prydd med  putti   och snidade ljuslågor. På en liten hylla ovanför återfinns Lammet med segerfanan.
- Predikstol   med ljudtak utförd 1908  är försedd med bilder av heliga gestalter snidade 1664.
- Ståndur 1772.
- Ny öppen bänkinredning och orgelläktaren 1975.
- Ljusträd.

## Bildgalleri

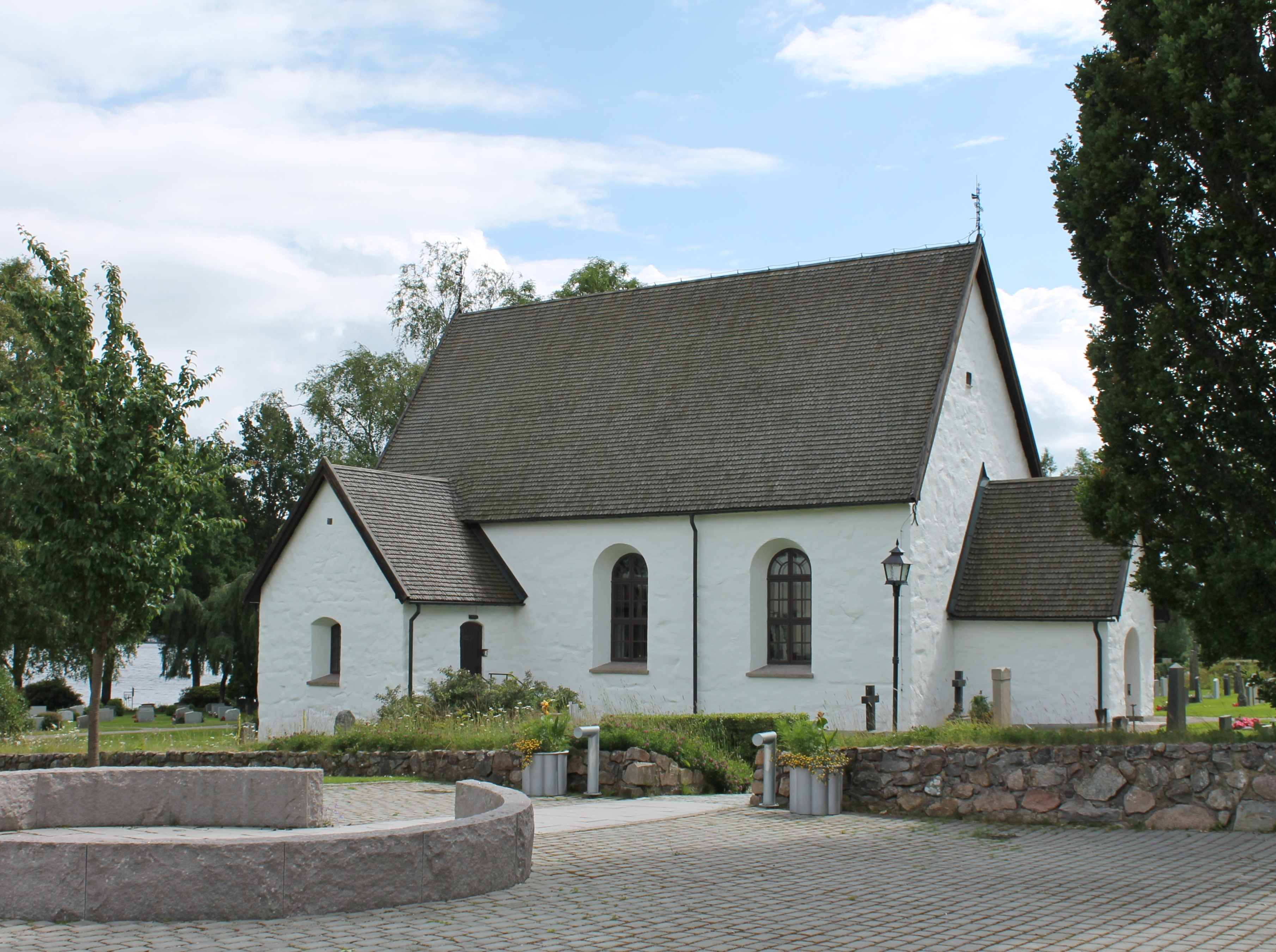
Kyrkan sedd från nordväst
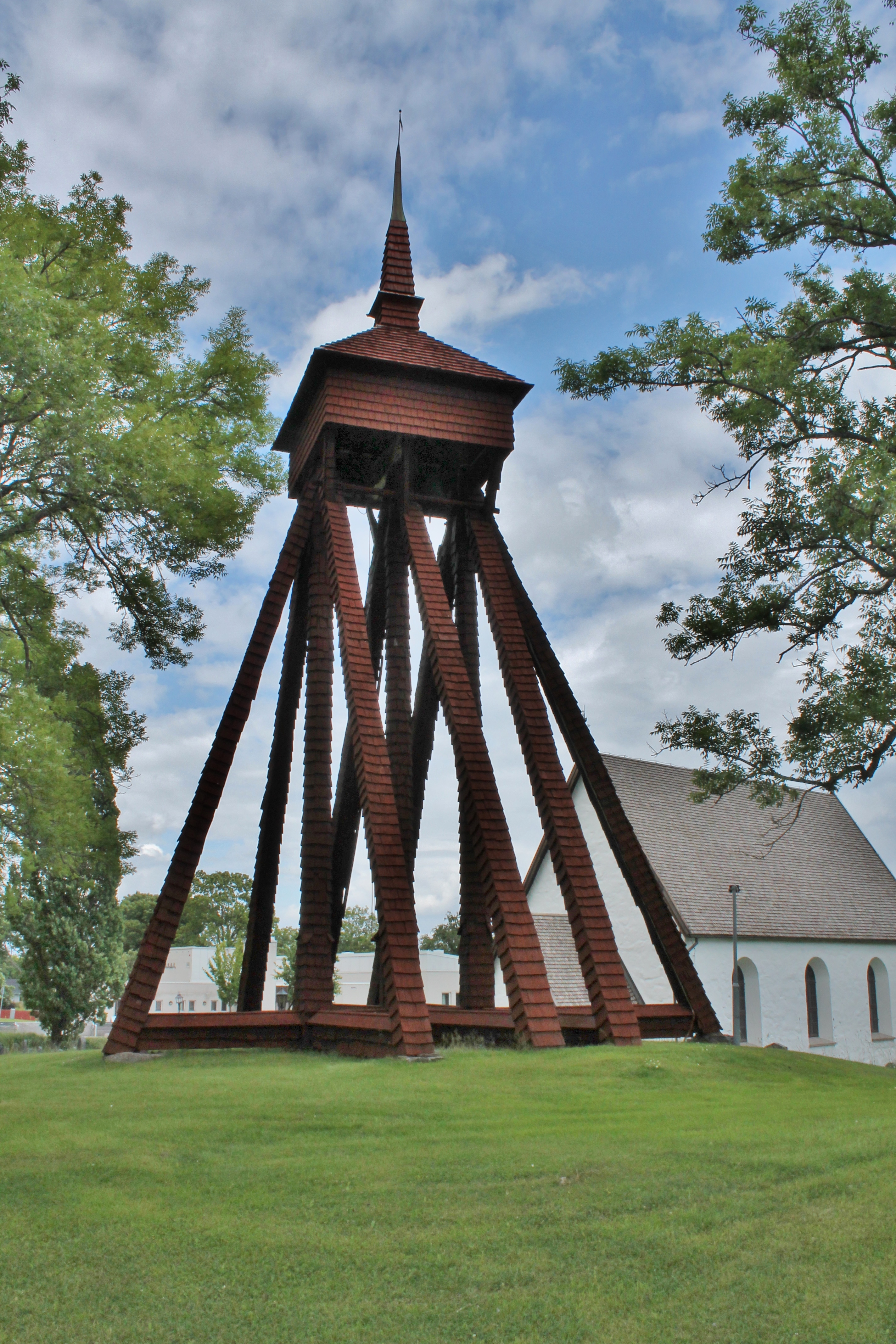
Klockstapeln
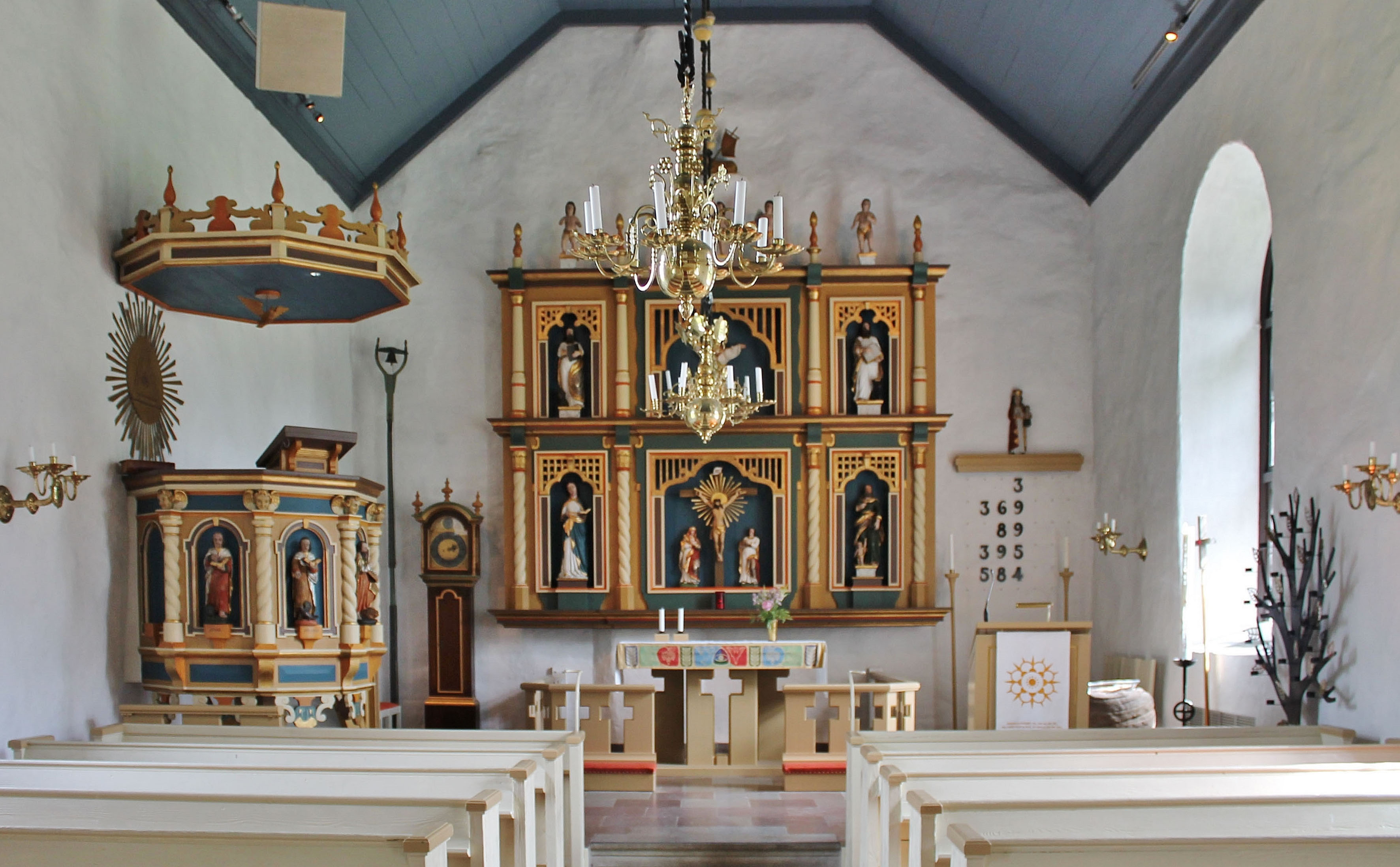
Interiör mot öster
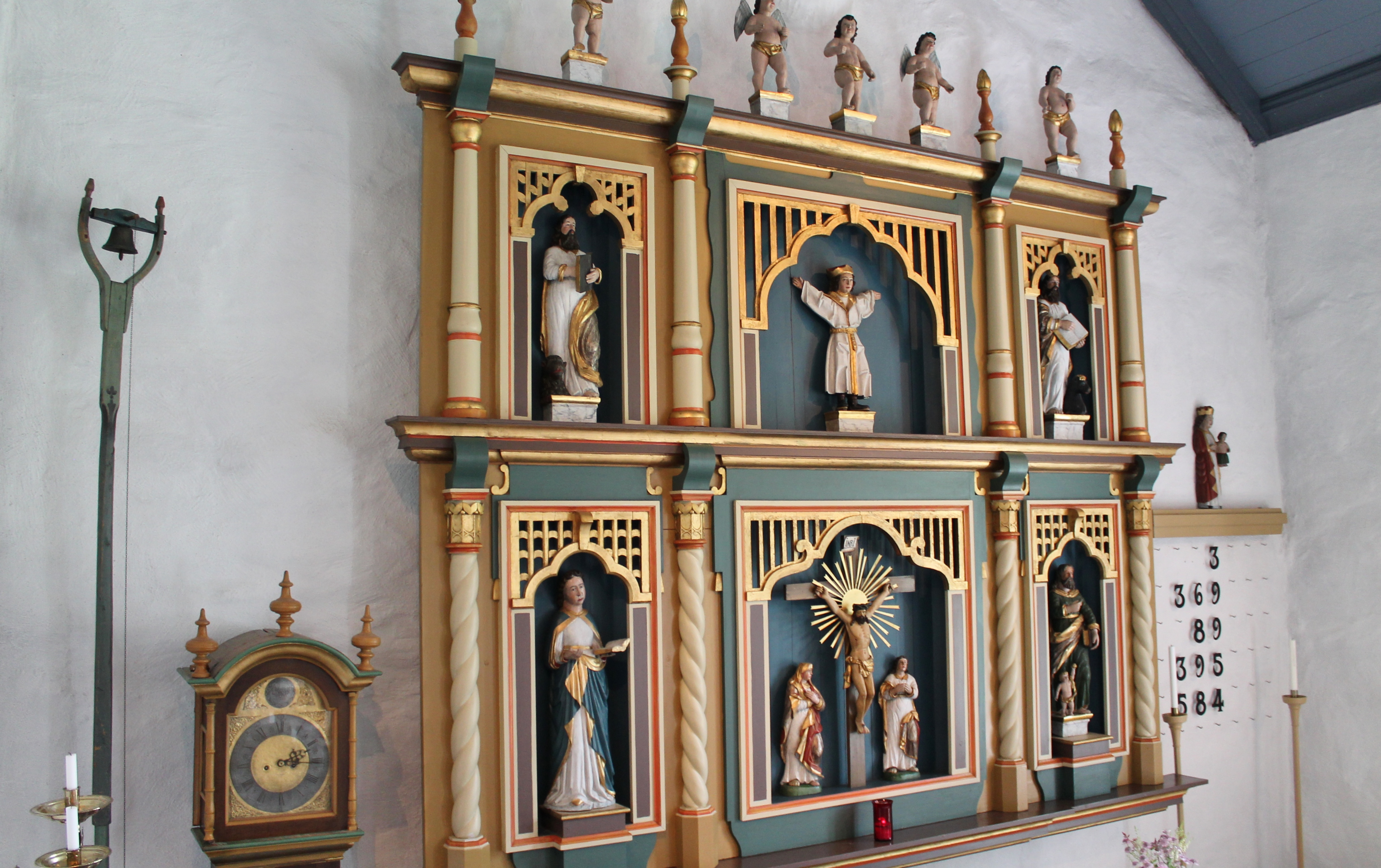
Altaruppsatsen och primklockan
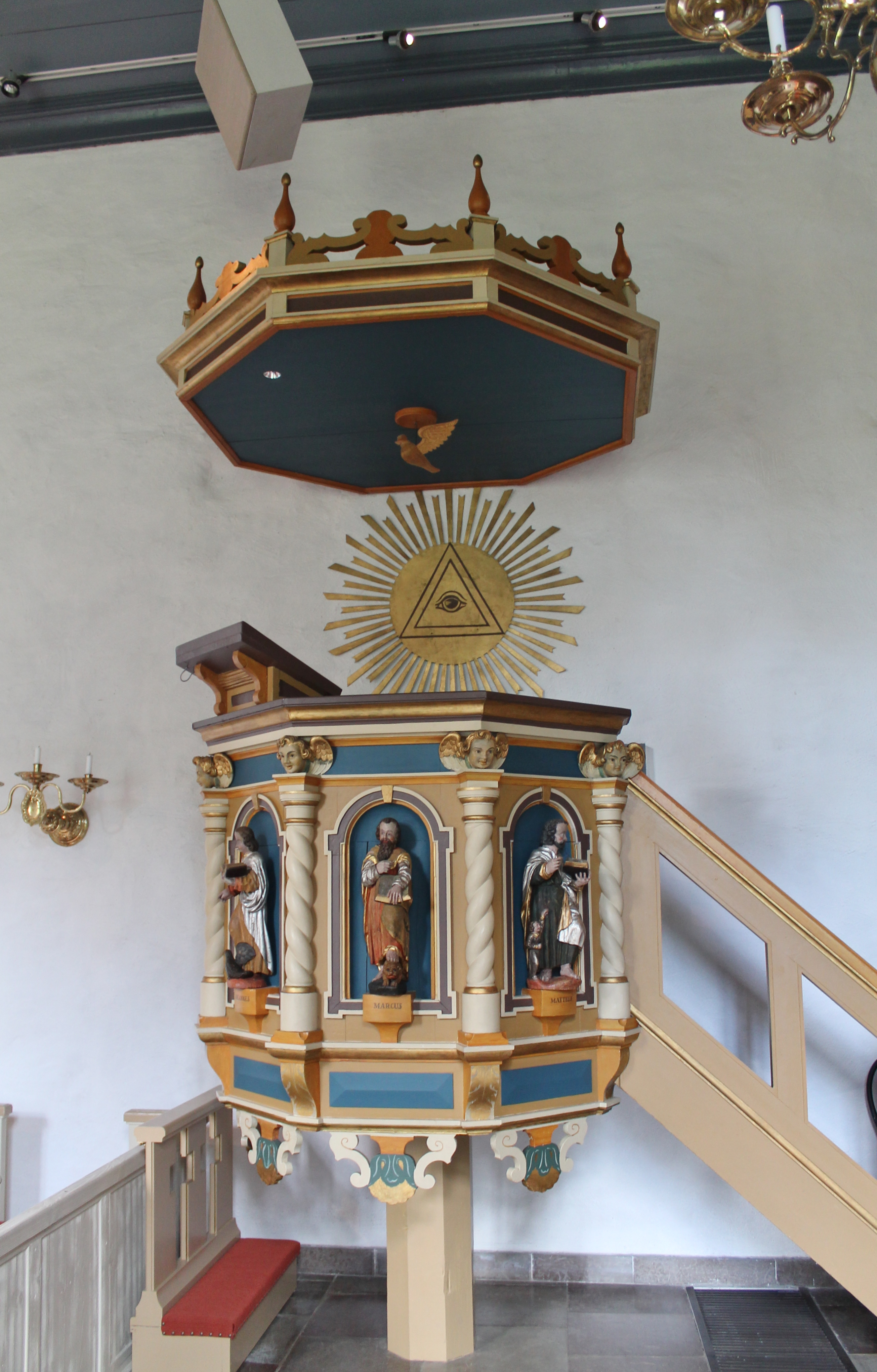
Predikstolen
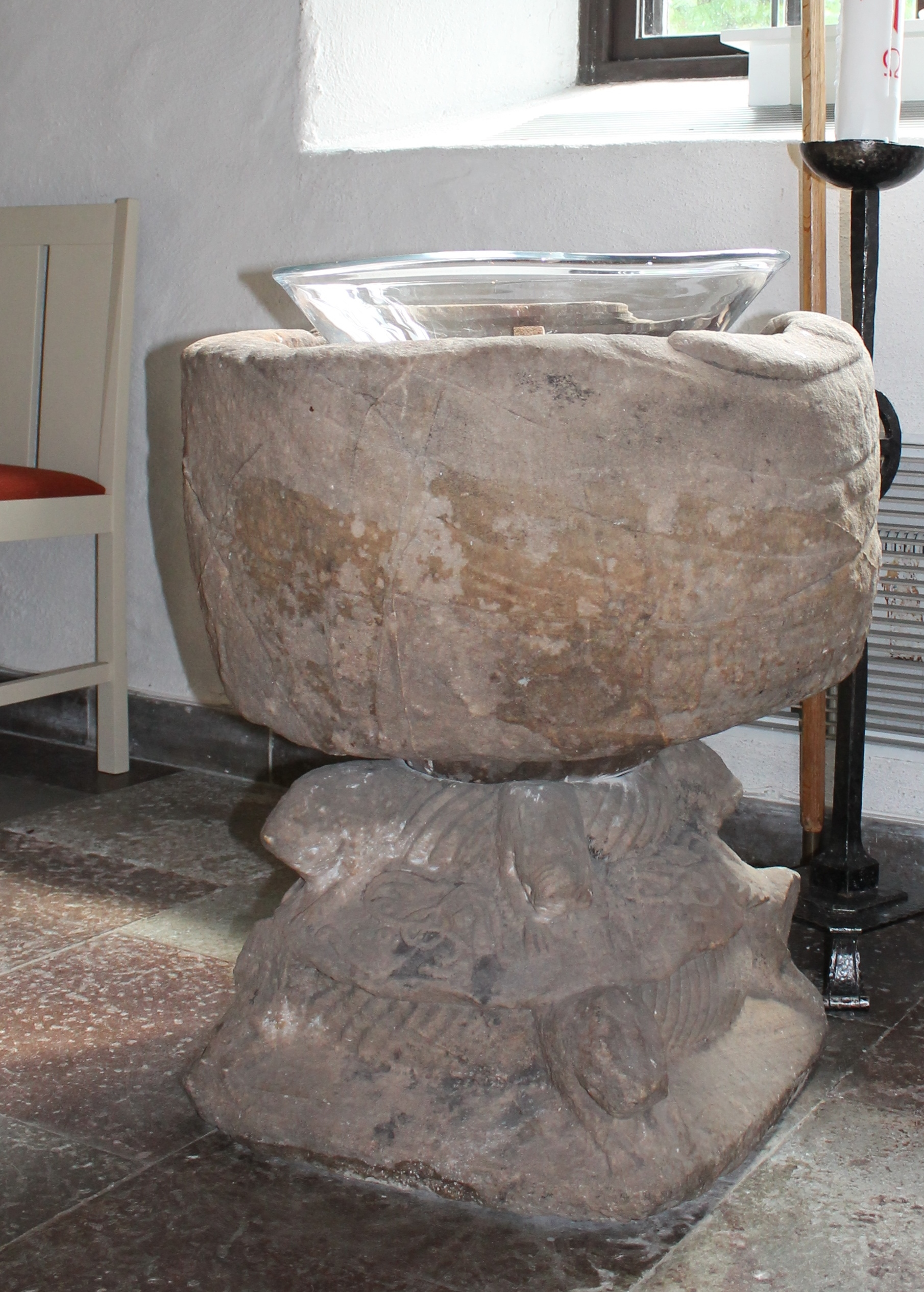
Den medeltida dopfunten
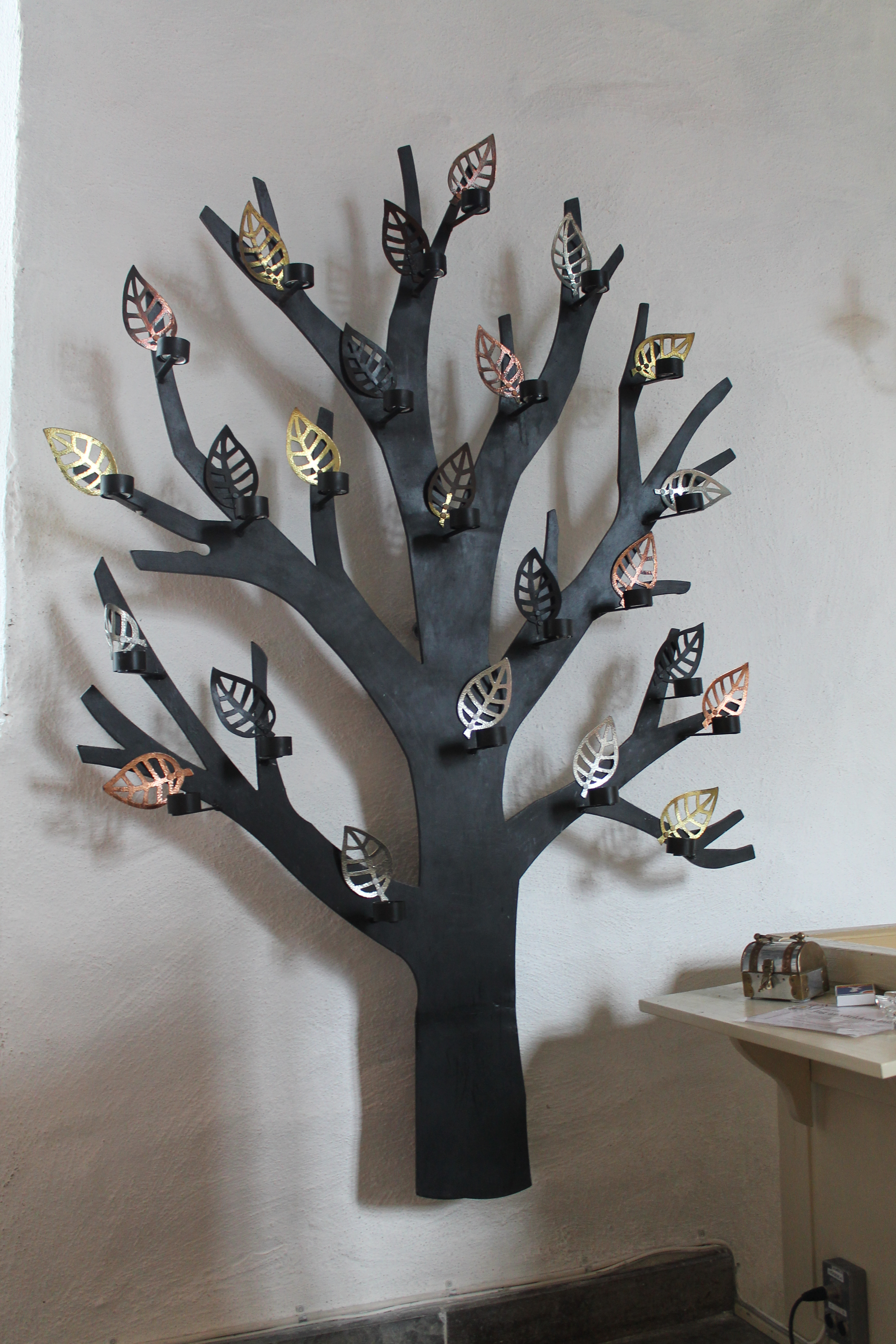
Ljusträd

## Orgel

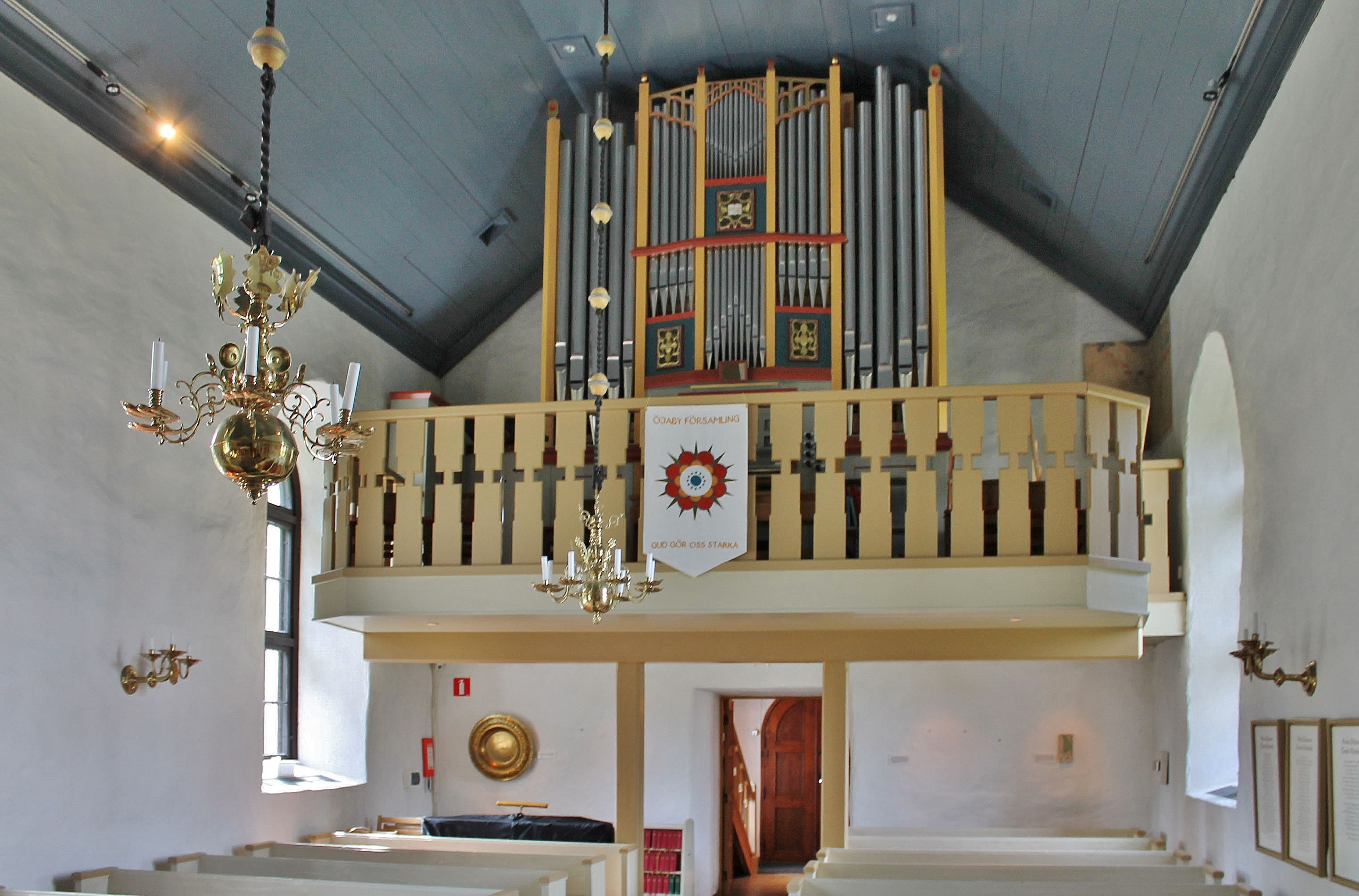
Orgeln

- 1883 byggde Anders Victor Lundahl, Malmö en orgel. Den blev invigd midsommardagen 24 juni 1883. Avsynare dagen innan var Musikdirektör Albert Wideman från Växjö.[2]
- 1910 byggde Eskil Lundén, Göteborg en orgel med sju stämmor.
- 1955 byggdes en ny orgel av Hammarbergs Orgelbyggeri AB. Den omändrades 1976 av Nils-Olof Berg, Nye, varvid den även fick en ny fasad. Orgeln är mekanisk.[3]

| Huvudverk I    | Svällverk II      | Pedal      | Koppel |
| Gedackt 8´     | Rörflöjt 8´       | Subbas 16´ | I/P    |
| Principal 4´   | Gedakt 4´         | Borduna 8´ | II/P   |
| Gemshorn 4´    | Kvintadena 4´     |            | II/I   |
| Blockflöjt 2´  | Principal 2'      |            |        |
| Terzian 2 chor | Scharf 2 chor     |            |        |
| Mixtur 3 chor  | Regal 8'          |            |        |
|                | Crescendosvällare |            |        |

- År 2009 byggdes en orgel av Bergenblad & Jonsson Orgelbyggeri[4]

| Huvudverk     | Öververk       | Pedal         | Koppel  |
| Principal 8'  | Dubbelflöjt 8' | Subbas 16'    | I+II    |
| Flagflöjt 8'  | Fleut d' 8'    | Violoncell 8' | I+P     |
| Octava 4'     | 4'             |               | II+P    |
| Kvinta 3      | Gambetta 4'    |               | II 4'+P |
| Octava 2'     | Rörflöjt 4'    |               |         |
| Ters 1 3/5'   | Waldflöjt 5'   |               |         |
| Scharf 2 chor | Oboe 8'        |               |         |
| Trumpet 8'    | Tremulant      |               |         |